# Бездомные кошки в Стамбуле

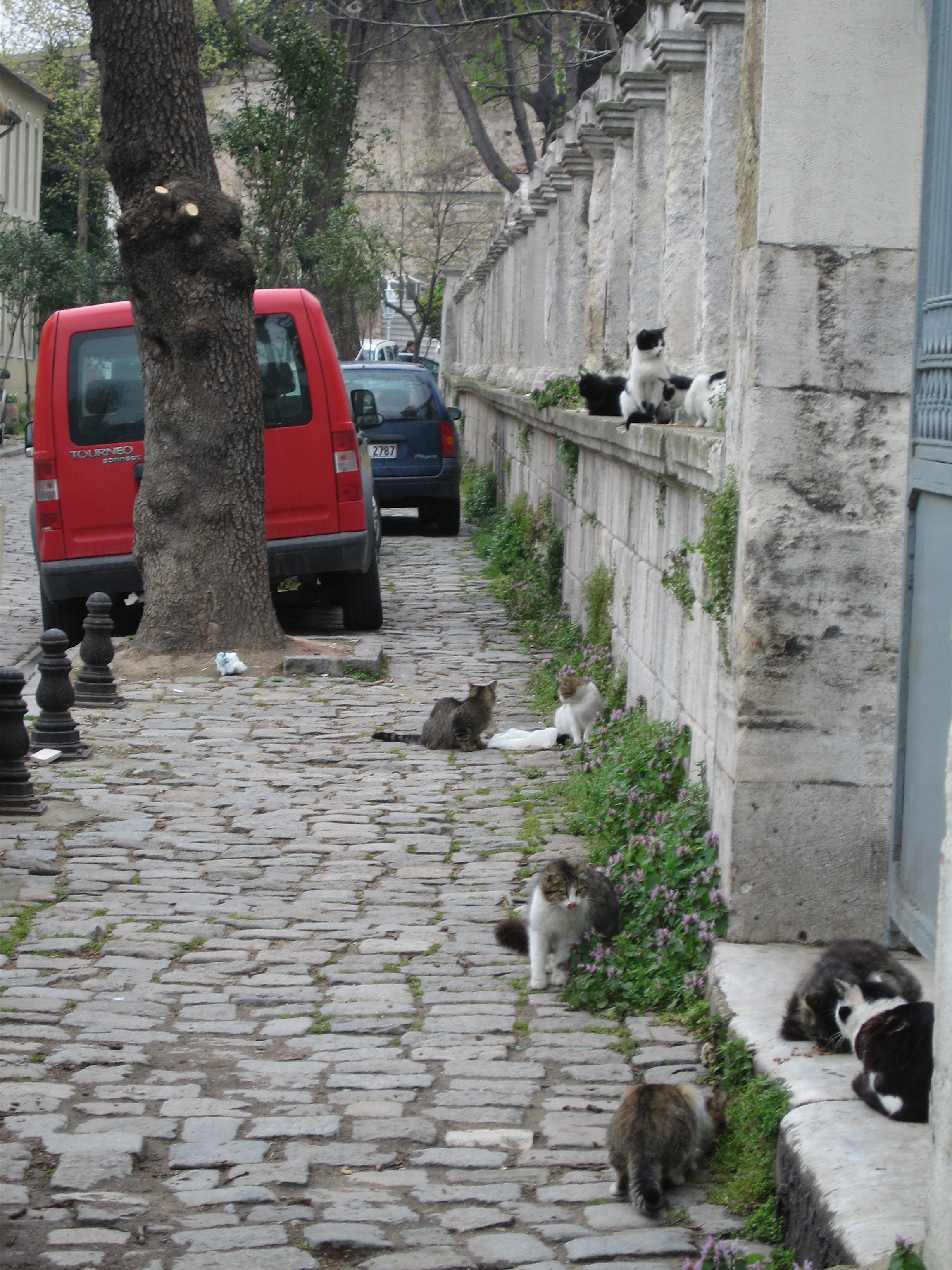
Стая бездомных кошек в Стамбуле, 2006 год

Бездомные кошки (тур. sokak kedisi) в Стамбуле проживают в огромном количестве. По оценкам, в 15-миллионном городе их насчитывается от ста тысяч до более миллиона. Многие турки считают бездомных животных общинными домашними животными, а не традиционными бездомными. В стране действует общая по отношению к ним политика «не убивать и не отлавливать».

## История
По мнению Айше Сабунджу из организации «Кошки Стамбула», широкое распространение кошек в городе может быть связано с ситуацией в османские времена. Подавляющее большинство домов в городе тогда были построены из дерева, тем самым давая убежище и способствуя размножению мышей и крыс. Это, в свою очередь, делало присутствие кошек в городе острой необходимостью. Различные источники в местных СМИ связывали положительное отношение к кошкам в Турции с распространением в ней ислама, в котором они считаются чистыми животными, но это мнение не получило широкого одобрения.

## Санитария

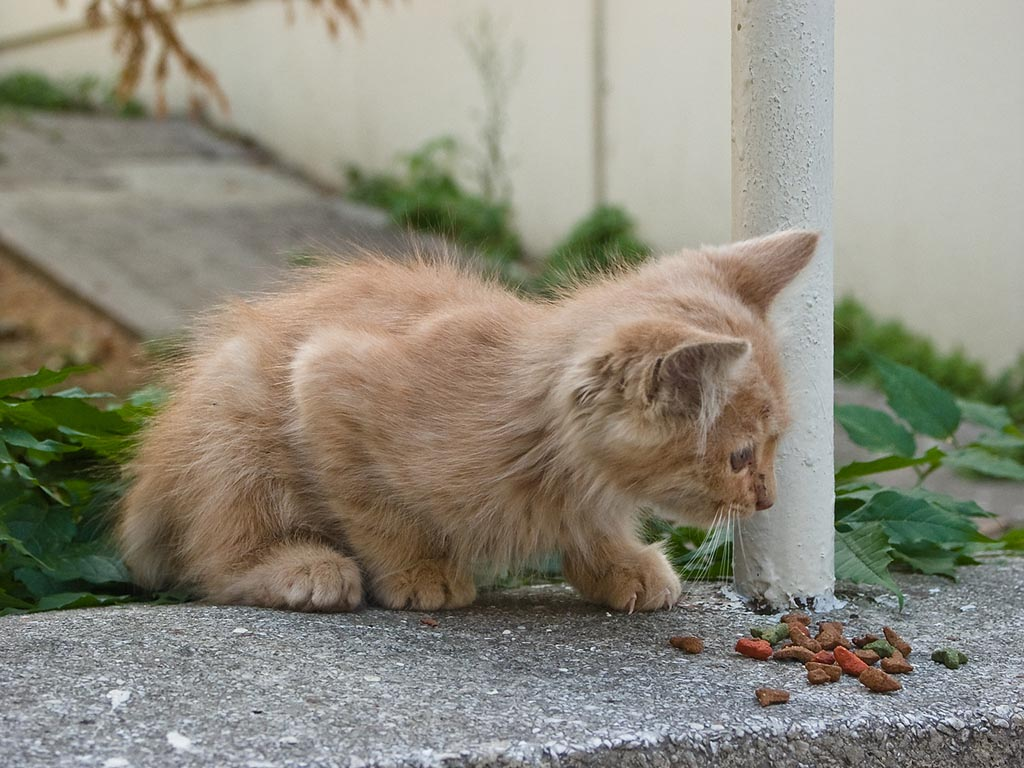
Котёнок в стамбульском районе Эминёню

Исследование 2011 года, в котором изучались заболеваемость ленточными червями у бродячих животных Стамбула, выявило, что у 4,65 % обследованных кошек имелись паразиты Joyeuxiella pasqualei. Также у них были обнаружены вирус иммунодефицита и вирус лейкоза кошачьих. Хотя бездомные кошки и могут быть переносчиками бешенства, из всех 21 случая заражения бешенством человека в Турции, зарегистрированных в период с 2000 по 2014 год, ни один не был связан с контактом между кошками и людьми.
Публичное кормление кошек местными жителями критиковалось рядом ветеринаров. В статье 2015 года, опубликованной учёными Ратгерского университета, говорится, что коллективное кормление приводит к концентрации животных в определённой местности, что, в свою очередь, облегчает передачу определённых заболеваний. Ещё одной проблемой, по мнению авторов статьи, является контакт здоровых кошек с такими предметами, как контейнеры для еды и воды, загрязнёнными больными животными.

## Законодательство

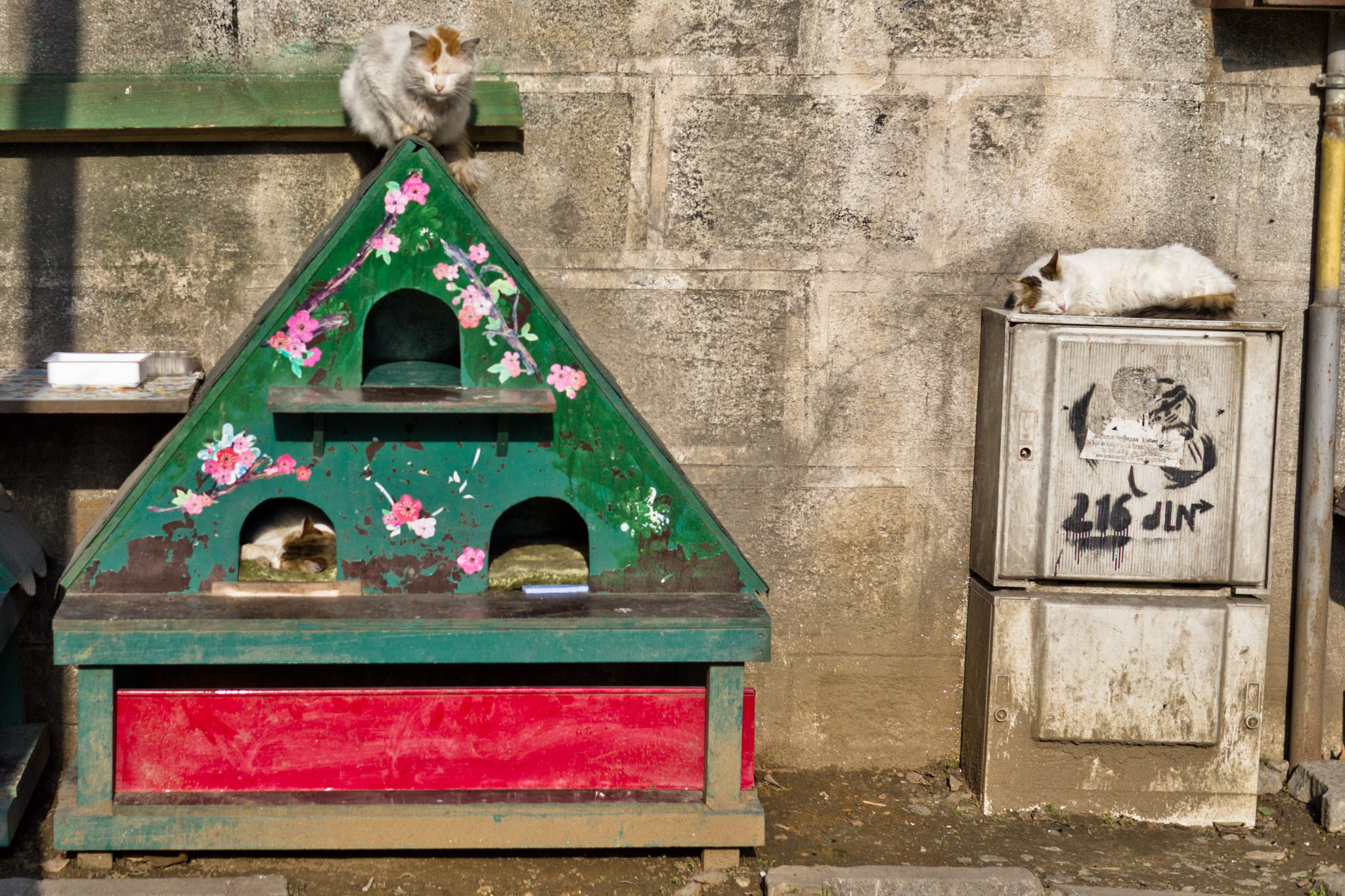
Спящие бездомные кошки в районе Джихангир

До 2021 года турецкое законодательство определяло животных (как бездомных, так и домашних) как «товары», а не «живых существ». Это определение подвергалось критике со стороны активистов по защите прав животных, поскольку оно служило причиной мягких наказаний за жестокое обращение с животными. Согласно предложению, принятому в 2021 году, домашним и бездомным животным был присвоен статус «живых существ», что позволяло наказывать за преступления против них тюремным заключением сроком от шести месяцев до четырёх лет. Закон также предусматривает стерилизацию всех бездомных животных в Турции.
В 2019 году гражданин Японии был депортирован из Турции после того, как он признался в убийстве и съедении 5 бездомных кошек в Кючюкчекмедже, что вызвало широкое возмущение в обеих странах.

## В массовой культуре
Бездомные кошки Стамбула получили широкую известность в различных средствах массовой информации. Турецкий документальный фильм 2016 года «Город кошек», посвящённый нескольким бездомным стамбульским кошкам, получил высокую оценку от кинокритиков. Детская книга Эцуко Сундо 2015 года «В поисках кошки в Стамбуле» (яп. イスタンブルで猫さがし) посвящена поиску бездомной турецкой ванской кошки учащимися Стамбульской японской школы. Социальные сети служат средством, благодаря которому стамбульские кошки приобрели широкую популярность.

## Галерея

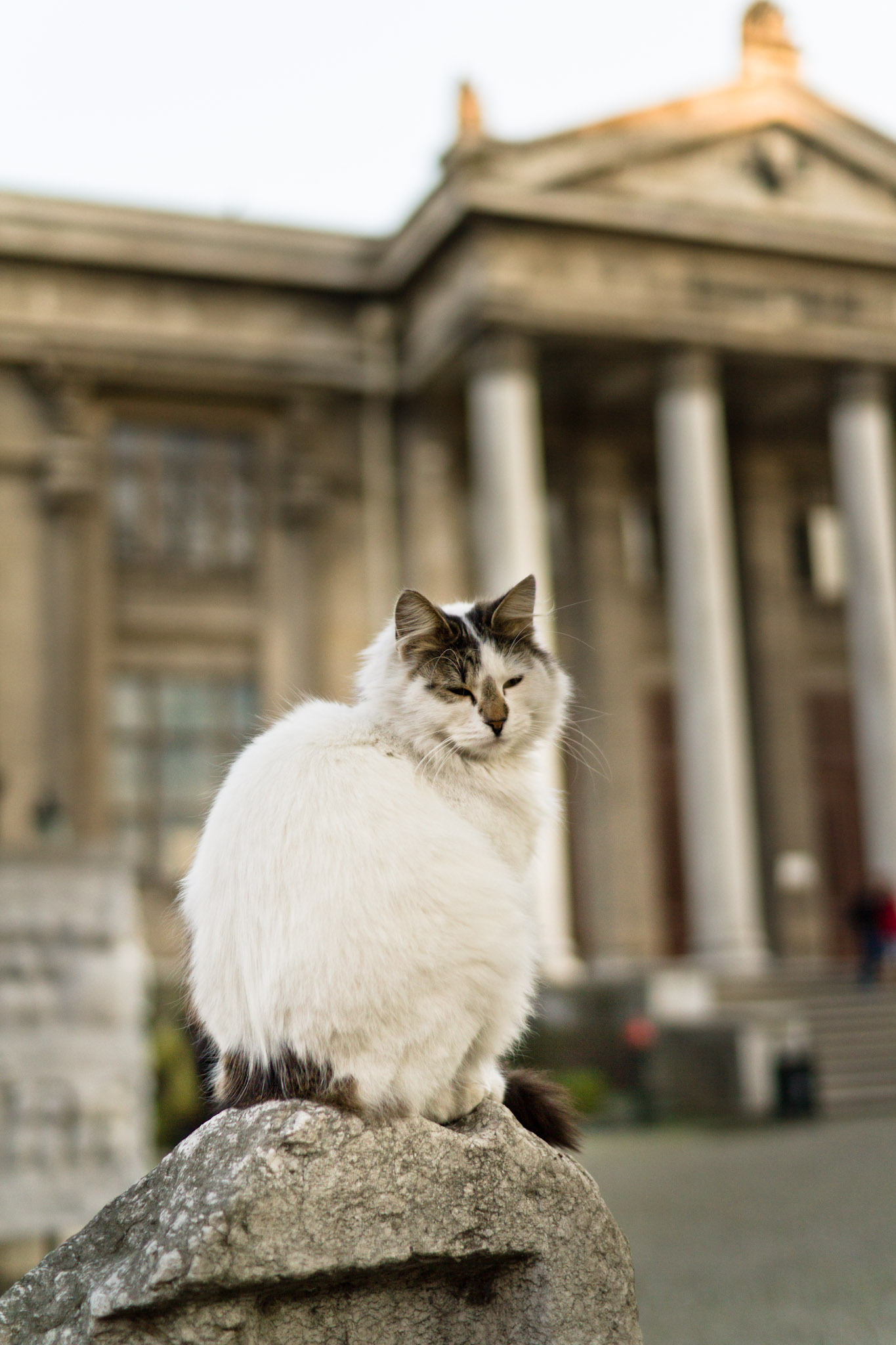
Бездомная кошка у Археологического музея Стамбула
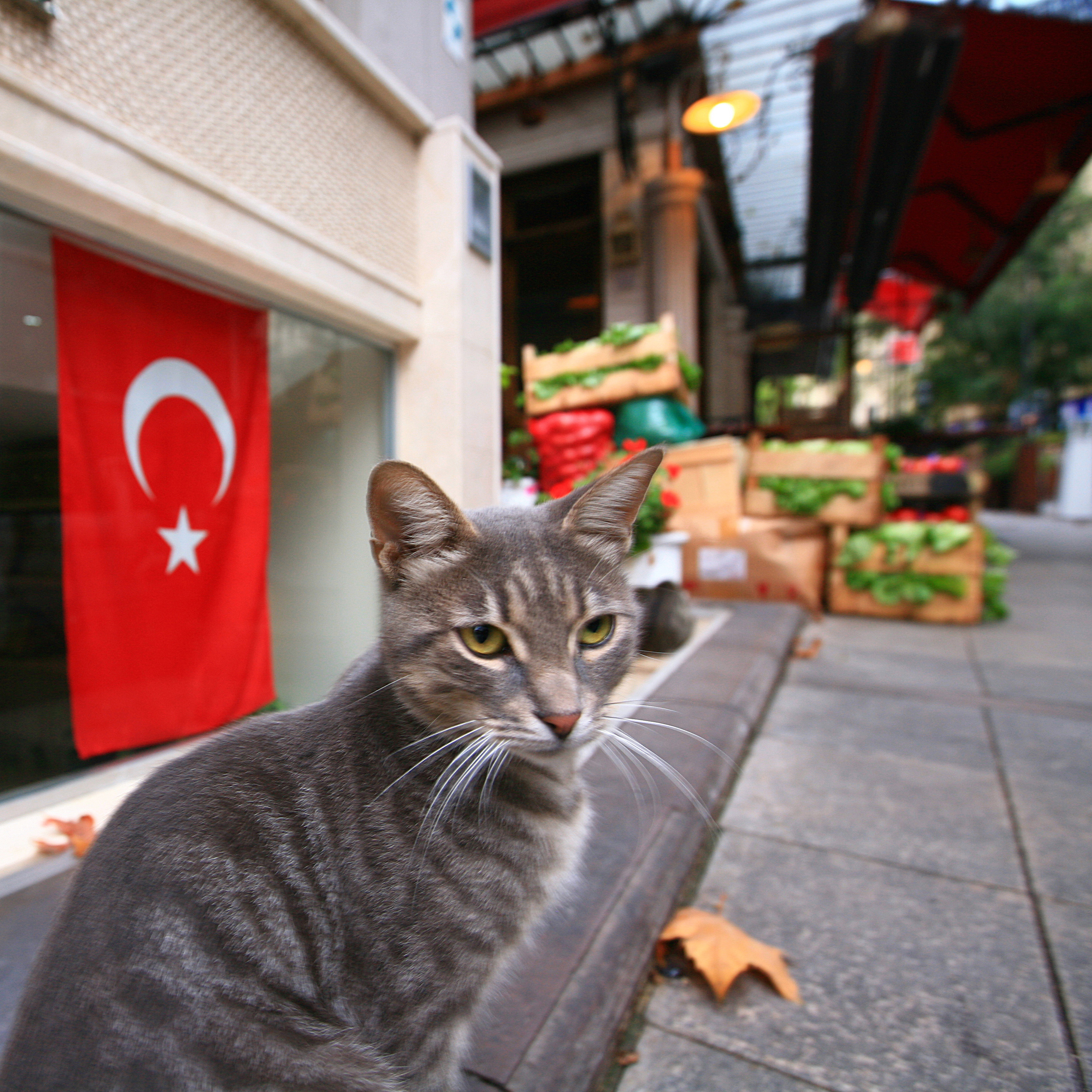
Кошка в районе Фатих, на фоне флага Турции
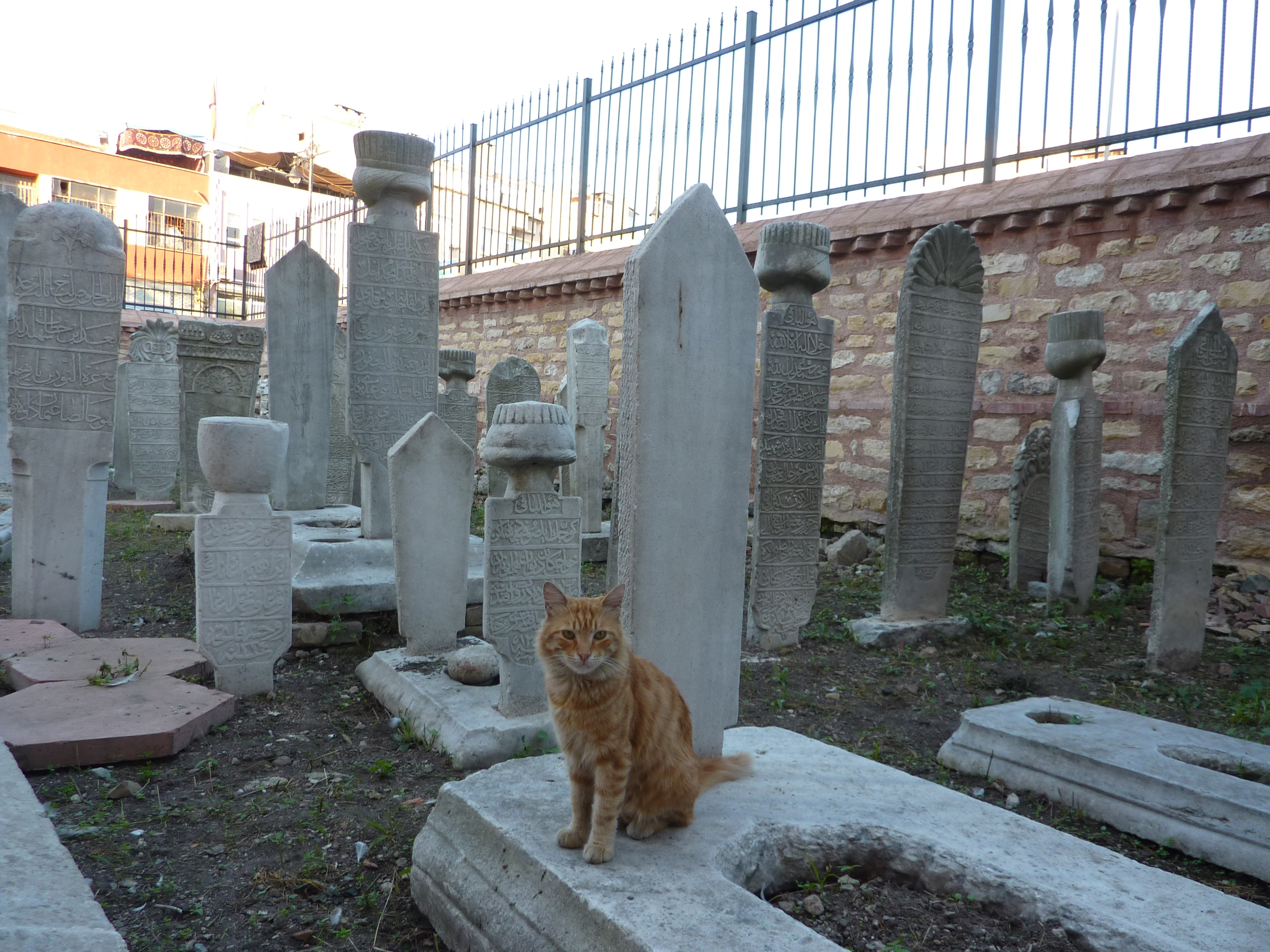
Рыжая кошка на кладбище малой Айя-Софии
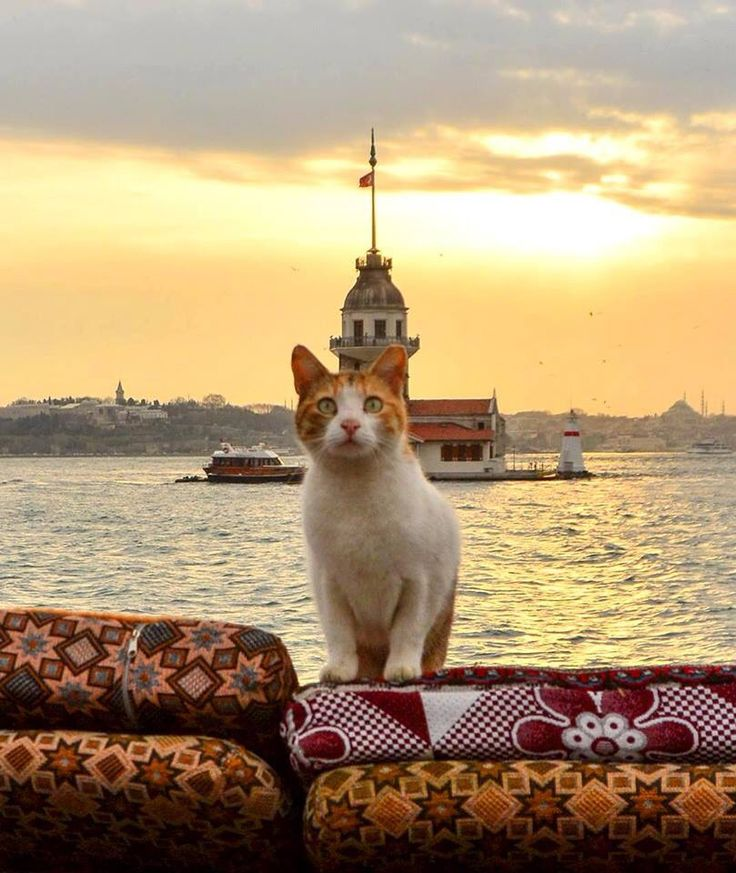
Кошка на фоне Девичьей башни
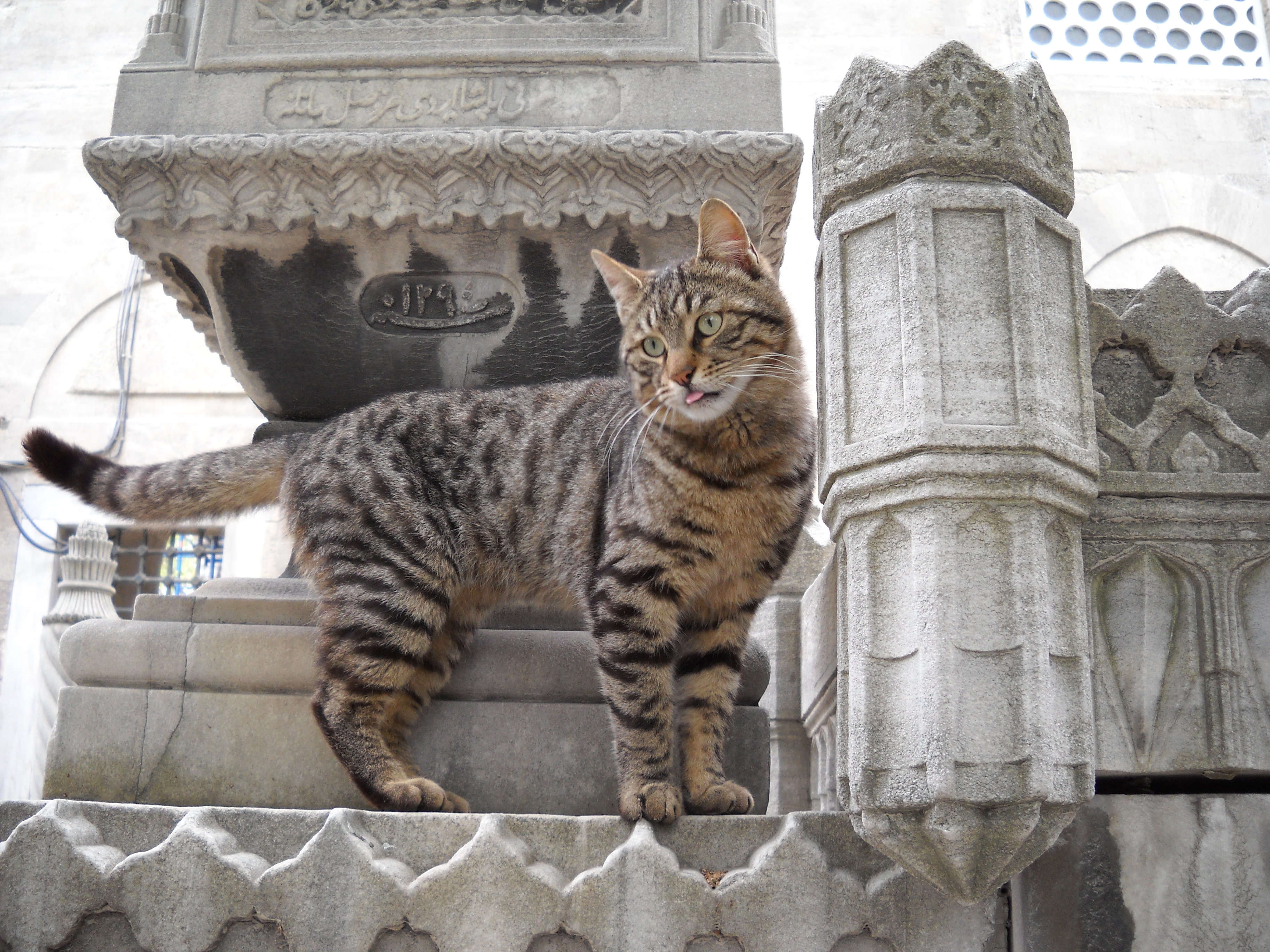
Кошка на кладбище мечети Сулеймание
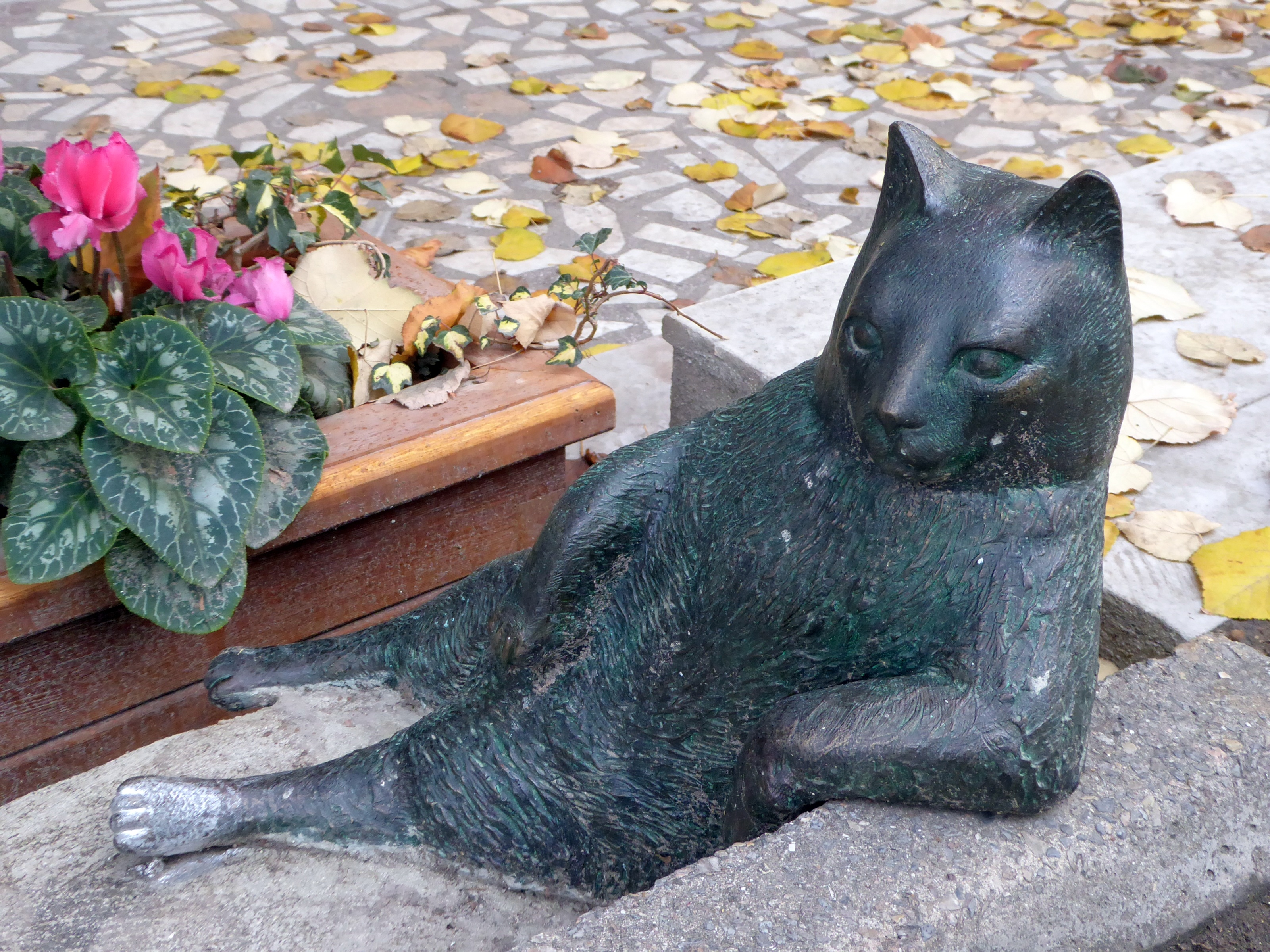
Памятник стамбульской кошке Томбили